# Hästfluga
Hästfluga, Hippobosca equina, är en tvåvingeart som beskrevs av Carl von Linné 1758. Hästfluga ingår i släktet Hippobosca och familjen lusflugor, Hippoboscidae. Arten är en utvärtesparasit (ektoparasit) som livnär sig på att suga blod och svett från hästar och nötkreatur. Hästflugan är cirka 8 millimeter lång och till färgen rödbrun med ljusa fläckar. Den ska inte förväxlas med fäbroms som ibland också kallas för hästfluga.